# Brigitte Rohde
Brigitte Rohde, född den 8 oktober 1954 i Prenzlau, Tyskland, är en tysk friidrottare som representerade Östtyskland i kortdistanslöpning.
Han tog OS-guld på 4 x 400 meter vid friidrottstävlingarna 1976 i Montréal. 